# Attenuizomus baroalba
Espèce
Attenuizomus baroalba est une espèce de schizomides de la famille des Hubbardiidae.

## Distribution
Cette espèce est endémique du Territoire du Nord en Australie,. Elle se rencontre dans le parc national de Kakadu.

## Description
Le mâle holotype mesure 3,5 mm.

## Étymologie
Son nom d'espèce lui a été donné en référence au lieu de sa découverte, Baroalba Springs.

## Publication originale
- Harvey, 2000 : Brignolizomus and Attenuizomus, new schizomid genera from Australia (Schizomida Hubbardiidae). Memorie della Societa Entomologica Italiana, vol. 78, no 2, p. 329-338.